# زاندرزدوف-برنا
شهر زاندرزدوف-برنا (به آلمانی: Sandersdorf-Brehna) در ایالت زاکسن-آنهالت در کشور آلمان واقع شده‌است. جمعیت این شهر در سال ۲۰۱۱ میلادی در حدود ۱۵٬۲۹۸ بر آورد شده‌است.